# خیراردوتا
خیراردوتا (به اسپانیایی: Girardota) یک سکونتگاه مسکونی در کلمبیا است که در Aburrá Valley واقع شده‌است.